# Blow That Smoke
«Blow That Smoke» es una canción del grupo estadounidense de música electrónica Major Lazer en colaboración con la cantante y compositora sueca Tove Lo, lanzado el 18 de octubre de 2018.

## Composición
Blow That Smoke es una canción de temática dance pop y electro pop con aires tropicales y elementos es una canción de baile tropical y elementos del dancehall y el reguetón. Tove Lo dijo que ella y el grupo se reunieron en algunas ocasiones para tratar la canción, pero necesitaban más, "necesitamos el tiempo suficiente para que funcione". Lo que la llevó a enviar al productor musical Diplo sus voces para que pudiera montarlas en una canción. Tove Lo reaccionó bien a la composición final de la canción de Major Lazer y tras las labores de producción, que habían acelerado 10 pulsaciones por minuto el ritmo original, algo que fue positivo dejar atrás ya que "era una canción muy lenta y de mal humor para empezar".

## Recepción de la crítica
Marina Pedrosa, de Billboard, dijo que la canción era un "himno de danza tropical", así como una "canción electropop" que contiene un "toque sensual y [...] de reguetón", en el que la "voz angelical" de Tove Lo pone arriba el listón. Mike Wass, de la página musical Idolator, contrastó positivamente la canción con el material en solitario de Tove Lo, observando que en Blow That Smoke suena como si se estuviera divirtiendo. Wass también declaró que la canción "suena como un éxito" y dijo que Lo "arrulla más de un ritmo suave, inspirada".
Al escribir para Dancing Astronaut, Chris Stack hizo hincapié en la producción de Major Lazer "celebrando sus raíces Afrobeat", considerando positivamente el "toque isleño sensual". Para Patrick Doyle, de Rolling Stone, la canción tenía muchos ritmos del afro-pop, además de un potente y sonoro riff de guitarra y "ritmos estridentes del África Occidental". Winston Cook-Wilson, de  Spin, la nombró una "canción con sabor caribeño que encaja con el estilo de estilo estilístico de Major Lazer más estrechamente que la sensibilidad habitual de Tove Lo". Por último, Jael Goldfine de Stereogum dijo que "podría ser la canción de menor clave que cualquiera de los artistas haya hecho".

## Posición en listas
| Listas (2018)              | Posición más alta |
| -------------------------- | ----------------- |
| Bélgica (Ultratop Valonia) | 45                |
| Nueva Zelanda (RIANZ)      | 25                |
| Suecia (Sverigetopplistan) | 71                |